# Oedignatha flavipes
Oedignatha flavipes là một loài nhện trong họ Corinnidae.
Loài này thuộc chi Oedignatha. Oedignatha flavipes được Eugène Simon miêu tả năm 1897.